# Ojārs Ēriks Kalniņš
Ojārs Ēriks Kalniņš (ur. 22 października 1949 w Monachium, zm. 14 października 2021) – łotewski dyplomata, publicysta i polityk, ambasador Łotwy w USA (1993–2000) i Meksyku (1993–2002), dyrektor Instytutu Łotewskiego (1999–2010), poseł na Sejm.

## Życiorys
Urodził się w obozie dla uchodźców łotewskich w Monachium. W 1951 wraz z rodziną zamieszkał w Chicago. W 1972 ukończył studia z filozofii na Roosevelt University. Pracował jako publicysta, był również zatrudniony w instytucjach zajmujących się rozwojem społecznym. Od 1981 redagował comiesięczny dodatek „Chicago Latvian Newsletter”. Działał w Čikāgas Latviešu organizāciju apvienība, związku łotewskich organizacji w Chicago. W latach 1985–1990 mieszkał w Waszyngtonie, gdzie pracował dla Amerikas Latviešu Apvienība i Pasaules Brīvo Latviešu Apvienība, działających w USA organizacji skupiających Łotyszy.
Pod koniec lat 80. włączył się w organizację pomocy dla ruchów niepodległościowych na Łotwie. W 1990 organizował wizytę premiera Ivarsa Godmanisa i ministra spraw zagranicznych Jānisa Jurkānsa w Waszyngtonie. W 1991 rozpoczął pracę w ambasadzie łotewskiej w Waszyngtonie. W tym samym roku zrezygnował z obywatelstwa amerykańskiego. W 1993 objął funkcję ambasadora Łotwy w USA oraz w Meksyku, misję w tych krajach pełnił odpowiednio do 2000 i do 2002. W 1999 stanął na czele Instytutu Łotewskiego jako jego dyrektor; kierował tą instytucją do 2010. W 2000 był współzałożycielem Łotewskiej Organizacji Transatlantyckiej (LATO); objął funkcję jej wiceprzewodniczącego, a w 2002 został przewodniczącym tej organizacji. Zasiadł także m.in. w radzie honorowej Muzeum Okupacji Łotwy w Rydze.
W październiku 2010 uzyskał mandat posła na Sejm z ramienia Jedności. W wyborach w 2011 uzyskał reelekcję do parlamentu. W wyborach w 2014 i 2018 z listy Jedności był wybierany na kolejne kadencje łotewskiego parlamentu. Mandat poselski wykonywał do czasu swojej śmierci w 2021.
Od 2010 do 2018 był przewodniczącym komisji spraw zagranicznych, następnie sprawował funkcję jej wiceprzewodniczącego.
Był żonaty z Irmą Kalniņą, ekspertką ds. etykiety.

## Odznaczenia
- Order Trzech Gwiazd III klasy
- Medal Rady Bałtyckiej[10]